# Humberfloden (Newfoundland och Labrador)
Humberfloden (engelska: Humber River) är ett vattendrag i Kanada.   Det ligger i provinsen Newfoundland och Labrador, i den östra delen av landet, 1 400 km öster om huvudstaden Ottawa.
I omgivningarna runt Humber River växer i huvudsak blandskog. Runt Humber River är det ganska tätbefolkat, med 96 invånare per kvadratkilometer.